# Agave havardiana
Agave havardiana ist eine Pflanzenart aus der Gattung der Agaven (Agave). Ein englischer Trivialname ist „Havard’s Century Plant“.

## Beschreibung
Agave havardiana  formt offene Rosetten, die spärlich Ausläufer bilden. Die Wuchshöhe reicht von 40 bis 60 cm mit einem Durchmesser von 50 bis 80 cm. Die lanzettförmig, variabel angeordneten, hell- gelbgrünen bis bläulichen, spitz zulaufenden Blätter sind 30 bis 60 cm lang und 15 bis 20 cm breit. Sie bildet deutliche Abdrücke der Knospe. Die Blattränder sind kräftig gezahnt und formen einen variablen hornigen Rand. Der kräftige, dunkelbraune bis graue Enddorn ist 3 bis 10 cm lang.
Der rispige Blütenstand wird 2 bis 4 m hoch. Die hellgrünen bis gelben Blüten sind 68 bis 88 mm lang und erscheinen an der Mitte bis zur Spitze des Blütenstandes an variabel angeordneten Verzweigungen. Die tief trichterige Blütenröhre ist 14 bis 22 mm lang.
Die eiförmigen bis länglichen dreikammerigen Kapselfrüchte sind 4 bis 5,5 cm lang und 1,4 bis 2 cm breit. Die glatten, schwarzen, variabel geformten Samen sind 6 bis 7 mm lang und 4 bis 5 mm breit.
Die Blütezeit reicht von Juni bis Juli.

## Systematik und Verbreitung
Agave havardiana ist im Südwesten der Vereinigten Staaten in New Mexico und Texas und in Mexiko in den Bundesstaaten Coahuila und Chihuahua in verschiedenen Bodenformationen an steinigen Hängen, in Gras- und Waldland und in Gebirgsregionen in 1200 bis 2000 m Höhe verbreitet. Sie ist vergesellschaftet mit zahlreichen Sukkulenten- und Kakteenarten.
Die Erstbeschreibung durch William Trelease ist 1912 veröffentlicht worden.
Agave havardiana ist ein Vertreter der Sektion Parryanae. Sie ist innerhalb der Gruppe durch die differenzierte Blatt- und Blütenstruktur charakterisiert. Die Art ist nahe verwandt mit Agave parryi, jedoch sind Unterschiede der Blattstruktur erkennbar. Agave havardiana wird im Ruth Bancroft Garden in Kalifornien kultiviert. Sie kann bei trockenem Stand Frostperioden bis minus 18 °C vertragen.